# 提基努斯河會戰
提基努斯河會戰是第二次布匿戰爭其中一場戰役，是迦太基共和國的漢尼拔與羅馬共和國的普布利乌斯·科尔内利乌斯·西庇阿對抗，於西元前218年11月爆發。 這是布匿戰爭中第一場在義大利本土發生的戰鬥。結果是漢尼拔獲勝，而後翻越了阿爾卑斯山進入了義大利。

## 戰鬥
在漢尼拔離開伊比利亞之後，普布利乌斯·科尔内利乌斯·西庇阿之下的一支軍隊向马西利亚（今日馬賽）前進以阻止漢尼拔的前進。雙方各自橫渡了那附近的羅納河，但雙方尚未接觸交戰。
普布利乌斯·科尔内利乌斯·西庇阿當時並沒有在那支軍隊裡，因為他還在伊比利亞面對剩下的迦太基軍隊。而他趕忙回來是為了讓義大利能對抗漢尼拔的山南高盧人。當漢尼拔聽說普布利乌斯·科尔内利乌斯·西庇阿趕回來的時候，他便設法去吸收附近的部族以對抗之。
漢尼拔決定對普布利乌斯·科尔内利乌斯·西庇阿做戰力展示，希望能藉此以改進他在地方部落之中的地位，以及將軍隊開往波河準備。當普布利乌斯·科尔内利乌斯·西庇阿正熱切渴望戰鬥時，在波河北邊遇到了漢尼拔跟他的軍隊。雙方的先鋒隊提塞那斯河發生衝突，然後雙方都在河邊紮營。
次日兩軍的偵查隊又再次發生衝突。漢尼拔派出在攀越阿爾卑斯以後，以他的軍隊為多數的6,000騎兵，而普布利乌斯·科尔内利乌斯·西庇阿則派出了他所有的騎兵和小部份的Velites(輕步兵與標槍組合的兵種)。
兩軍交戰不久，馬上就變成一場混戰，尤其是主要的中心騎兵。漢尼拔保留了他在側面的努米底亞騎兵且在預定目的下，很快地擊潰側面的velite。

## 影響
戰鬥的損失極為稀少，且兩軍交戰後，雙方各部隊的主力都仍保持原有的戰鬥力。漢尼拔的軍隊由於步兵數目相對羅馬兵營裡處於下風而停止對普布利烏斯·科爾內利烏斯·西庇阿的追擊。普布利烏斯·科爾內利烏斯·西庇阿收當晚到情報指漢尼拔將明日全軍出擊，而漢尼拔將伏擊於羅馬兵營及與橋樑間，羅馬軍團將有機會被圍困而遭屠殺。普布利烏斯·科爾內利烏斯·西庇阿連夜拔營撤退至特雷比亞河。
然而，由於羅馬在提基努斯河會戰的失敗，高盧人被漢尼拔煽動加入了迦太基的聯盟當中。很快地，所有北義大利非羅馬直屬控制的地方與其他加入漢尼拔的部落，以及利古里亚人隊伍的支持下，漢尼拔的軍隊很快地就增加到40,000人。
在漢尼拔的軍隊有顯著的增加下，義大利反而要變成防守的一方。而普布利乌斯·科尔内利乌斯·西庇阿則是在戰鬥中受傷，撤退特拉比亞河的另一側，與他原先的主力軍在皮亞琴察會合，並等候另一位執政官-提貝里烏斯·塞姆普羅尼烏斯·隆古斯的到來。隨後不久，在特拉比亞爆發另一場戰役。

## 現代小說的描述
科幻小說 " Delenda Est "描述叛教的時空旅者干涉提塞那斯河會戰，並幫助普布利乌斯·科尔内利乌斯·西庇阿和他的兒子，但結局卻是普布利乌斯·科尔内利乌斯·西庇阿被刺殺。當羅馬的大將從歷史上消除，漢尼拔最終贏得戰爭的勝利並摧毀了羅馬，可是在那之後，來自未來的冒險家刺殺了他並且接管迦太基。
在故事中，主角-時空旅者艾維華 -最後讓歷史回到恢復原本的走向，但是普布利乌斯·科尔内利乌斯·西庇阿被殺的事實卻無法改變。這故事包含著一個生動的爭鬥和現實中士兵描述的共同觀點。

## 外部連結
- 提基努斯河會戰（英文） （页面存档备份，存于）